# Париж (графство)
Графство Париж (на френски: Comté de Paris; на немски: Grafschaft Paris) е графство, създадено през 480 г. от франкските крале в територията от ок. 2500 km² около Париж. Титлата граф на Париж сменя титлата римската civitas на бивша Лутеция. Тази титла носят Герхардините, Робертините и френските Бурхардинги, които имат и Графство Мелун. Когато графството попада през 1007 г. в ръцете на краля, титлата изчезва.
През 19 век някои от Орлеан се наричат графове на Париж (Comte de Paris).

## Графове на Париж
- Гервин, края на 7 век (Гвидони)

### Герхардини/Матфриди
- Герхард I, граф на Париж, 753-779 доказан
- Стефан († 811), граф на Париж
- Бего I († 816), граф на Париж 811
- Бего II, граф на Париж († сл. 861)
- Леутхард († 861/871)
- Герхард II († 878/879) граф на Париж, граф (dux) на Viennois, наричан Gerhard von Roussillon
- Адалхард († 890) пфалцграф, 882-890 доказан като граф на Париж, внук на Бего I

### Велфи
- Конрад I от Осер († nach 862) граф на Париж 849
- Конрад († 882) граф на Париж

### Робертини
- Робер Силни († 866), граф на Париж 864
- Одо, граф на Париж, после крал на Франция († 898)
- Робер I, маркграф на Неустрия и граф на Париж, Блоа, Анжу, Тур, Орлеан, после крал на Франция († 923).

### Бурхардинги
- Бурхард I, граф на Вандом, граф на Корбей, граф на Мелун, граф на Париж (1005)
- Renaud от Вандом, епископ на Париж 993-1017

## Херцог на Орлеан
- Луи Филип, граф на Париж (1838-1894)
- Анри д'Орлеан, „граф на Париж“ (1929-1999)
- Анри д'Орлеан, „граф на Париж, херцог на Франция“ (от 1999)